# Небо

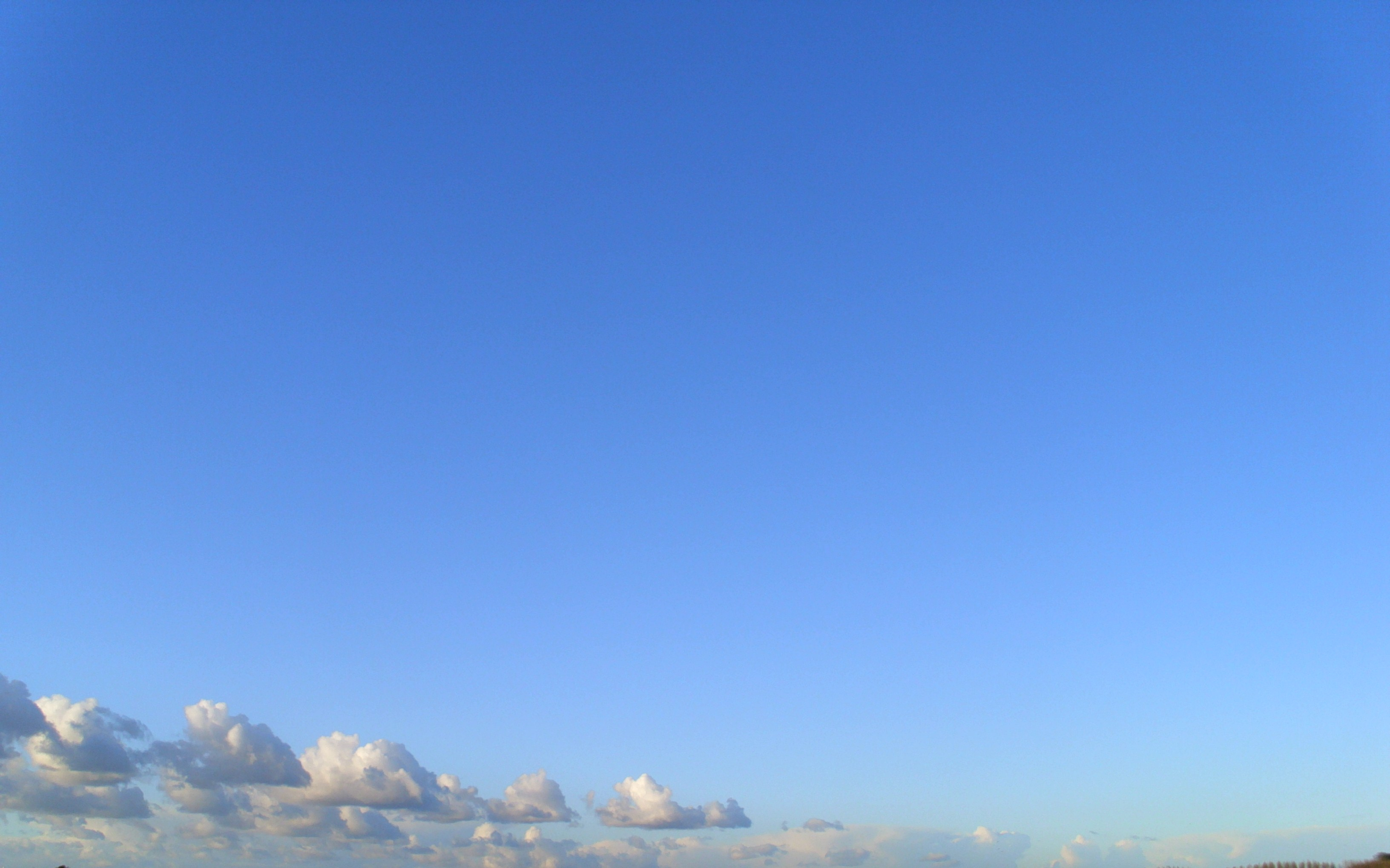
Ясное небо

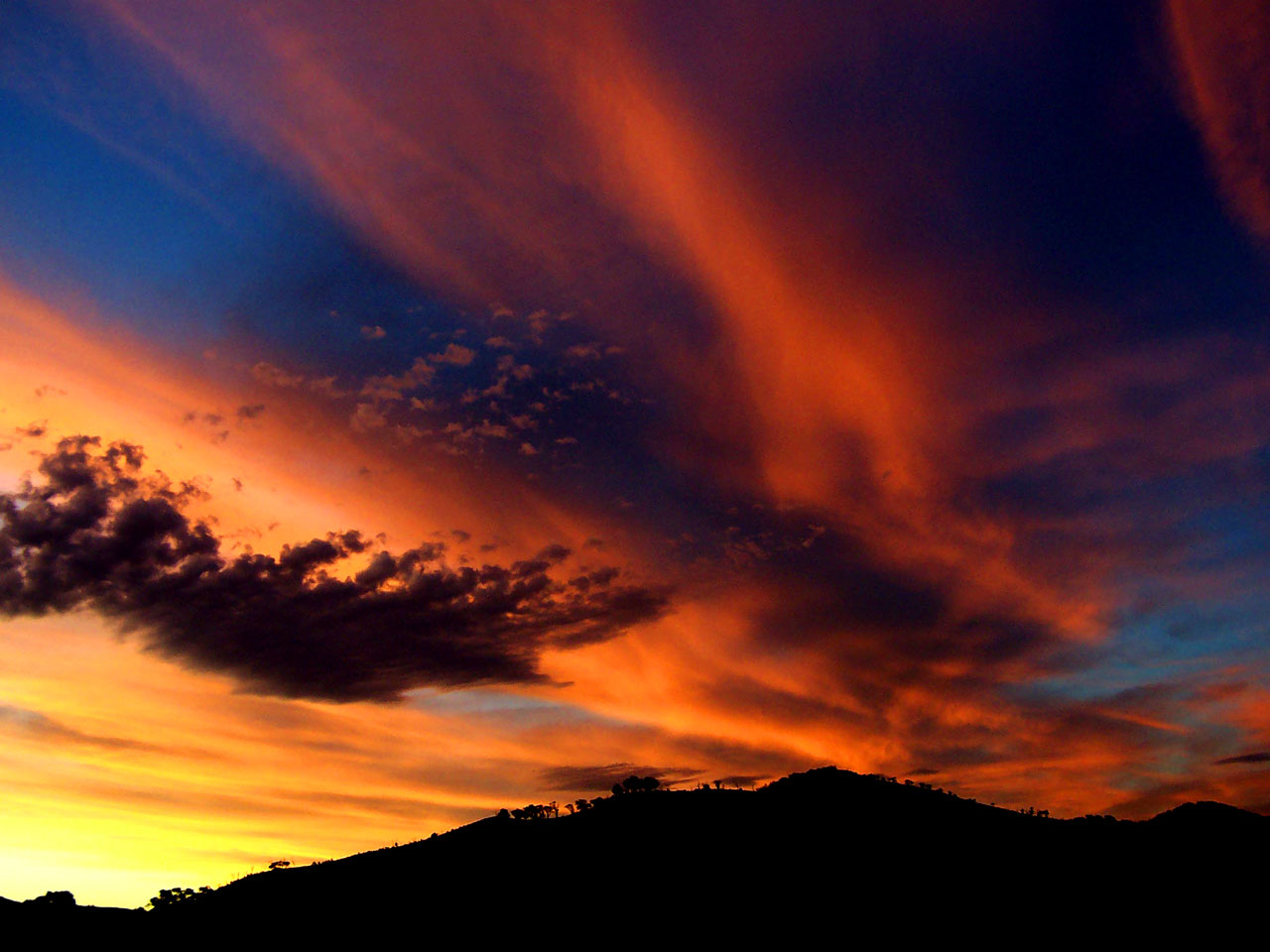
Облачное небо на закате

Небо — пространство над поверхностью Земли или любого другого астрономического объекта. В общем случае — панорама, открывающаяся при взгляде с этого объекта в направлении космоса.

## Земное небо
Вид земного неба зависит от времени суток, времени года и основной погоды. На нём часто видны облака и спутник Земли — Луна. Вид земного неба из самолёта, летящего над дождевыми облаками, может существенно отличаться от его вида в это время с земной поверхности.
Безоблачные дневные небеса окрашены в голубой цвет. Во время восхода и заката Солнца на небе появляются оттенки жёлтого, оранжевого и красного цветов, а изредка можно увидеть и зелёный луч.
Ночью голубой и синий цвет неба сменяется тёмно-синим, см. далее. Могут быть отчётливо видны Луна, звёзды, и прочие астрономические объекты. Звёздное небо — совокупность светил, видимых ночью или в сумерках на небесном своде.
Безоблачное дневное небо выглядит синим, потому что воздух, а точнее взвешенные частицы и флуктуации плотности в нём, рассеивают коротковолновый (синий) свет сильнее длинноволнового (красного). Благодаря этому, если посмотреть на участок небес вне солнца, мы увидим голубой цвет — результат смешения большого количества синего и фиолетового цвета и малого количества других цветов. Рассеянием света объясняется и красный цвет заката. Во время заката и рассвета световая волна проходит гораздо больший путь в атмосфере по касательной к земной поверхности, нежели днём по вертикали. Из-за этого большая часть синего и даже зелёного света уходит в стороны, в то время как прямой свет солнца, а также освещаемые им облака и небеса вблизи горизонта, окрашиваются в красные тона.
Рассеяние и поглощение — это главные причины затухания света в атмосфере. Рассеяние меняется как функция от отношения диаметра рассеивающей частицы к длине волны света. Когда это отношение меньше 1/10, возникает Рэлеевское рассеяние, при котором коэффициент рассеяния обратно пропорционален четвёртой степени длины волны. При больших значениях отношения диаметра частицы к длине волны рассеяние меняется согласно теории Ми; когда же это отношение больше 10, начинают работать законы геометрической оптики.
В представлениях древних, небо и земля (у древних греков — Уран и Гея, у древних египтян — Нут и Геб) являлись прародителями богов и стихий.

## Цвет и яркость неба в разных условиях
Яркость неба в зависимости от времени суток, высоты, направления, положения Солнца, влажности, содержания пыли и аэрозолей, подвержена значительным колебаниям. Яркость дневного неба на одной высоте, обусловленная только рассеянием света, может меняться почти на два порядка. Приведём некоторые значения яркости на уровне моря.
| Яркость неба на уровне моря |                   |                                                                                    |
| Высота                      | Видимая яркость   | Пояснение                                                                          |
| ☉                           | до 20 000 кд/м²   | Чистое небо у горизонта при высоте Солнца 30° и прозрачности атмосферы p = 0,80    |
|                             | 10 000 кд/м²      | Дневное небо покрыто светлыми облаками                                             |
| ☉                           | 8120 кд/м²        | Чистое небо в зените при высоте ☉ 60° и пониженной прозрачности атмосферы p = 0,64 |
| ☉                           | 5170 кд/м²        | Чистое небо в зените при высоте ☉ 60° и средней прозрачности атмосферы p = 0,74    |
| ☉                           | 3080 кд/м²        | Чистое небо в зените при высоте ☉ 30° и пониженной прозрачности атмосферы p = 0,64 |
| ☉                           | 2270 кд/м²        | Чистое небо в зените при высоте ☉ 30° и средней прозрачности атмосферы p = 0,74    |
| ☉                           | 1490 кд/м²        | Чистое небо в зените при высоте ☉ 30° и повышенной прозрачности атмосферы p = 0,83 |
| ☉                           | 790 кд/м²         | Чистое небо в зените при высоте ☉ 10° и прозрачности атмосферы p = 0,80            |
| ☉                           | ок. 1 кд/м²       | Небо во время полного солнечного затмения (затмение 2008 года)                     |
|                             | ок. 0,005 кд/м²   | Небо в полнолуние                                                                  |
|                             | 0,01—0,0001 кд/м² | Ночное тёмно-синее небо                                                            |

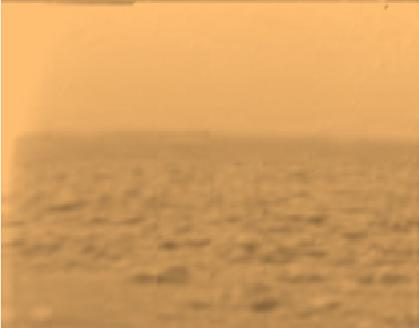
Небо Титана

С высотой яркость неба снижается, цвет его с поднятием смещается от голубого к синему, а затем к фиолетовому цвету. Это объясняется последовательностью рассеяния света толщей атмосферы по спектру от коротковолнового излучения к длинноволновому, то есть верхние слои атмосферы рассеивают невидимые УФ-лучи, пониже рассеиваются фиолетовые лучи, ещё ниже синие и затем голубые лучи. Если бы наша атмосфера была потолще, то безоблачное дневное небо могло быть белёсым с зеленоватым оттенком, ещё толще — жёлтым, оранжевым (как как на спутнике Сатурна Титане и на Венере, см. Внеземные небеса) и красным. Эти оттенки можно видеть во время зари, как сказано выше.
Если небо покрыто облаками, тучами, дымкой, туманом и другими явлениями, то с высотой яркость в целом падает неравномерно, ступенчато, на отдельных участках может возрастать, например на выходе из тучи или пылевой бури. Чистое небо уменьшает свою яркость более плавно, почти экспоненциально. До высот 100—110 км яркость падает примерно в 2 раза на 4—5 км, свыше 100 км снижение яркости замедляется и всё больше зависит от люминесцентного свечения атомов в ионосфере.

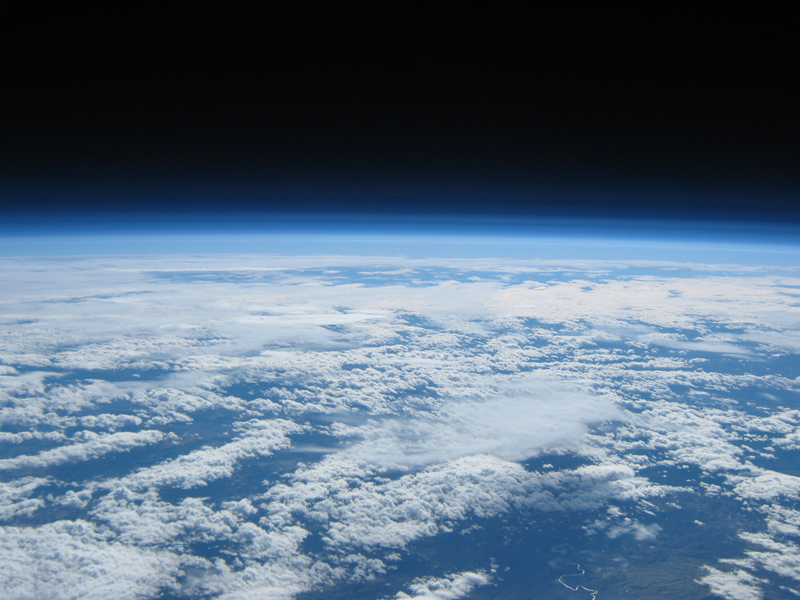
Небо в полдень на высоте 30 км из-за контраста с облаками не запечатлелось на снимке и выглядит чёрным
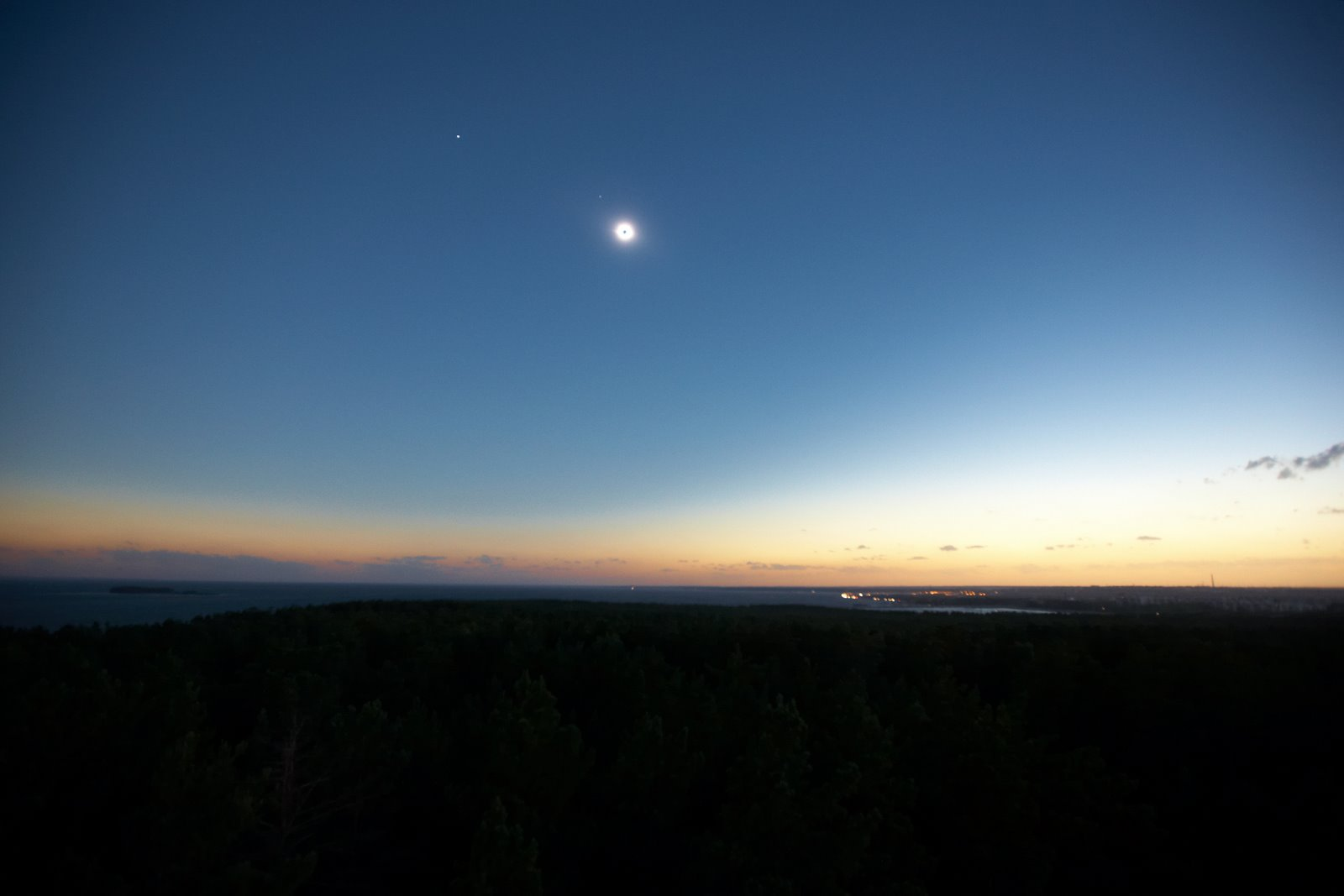
Небо меньшей яркости в полное солнечное затмение: видны цвет неба и две планеты, звёзд нет
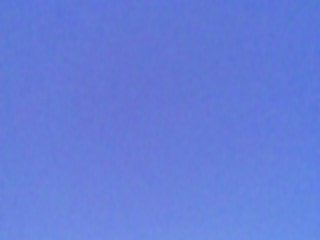
Небо в зените в середине гражданских сумерек, яркость преувеличена

Известно, что бывавшие в стратосфере люди описывают небо как очень тёмное, почти космическое, с удивлением не обнаруживая на нём звёзд. Швейцарский учёный Огюст Пиккар в начале 1930-х годов рассчитывал увидеть звёзды уже при подъёме на 15—16 км. После полётов на стратостате FNRS-1 он сделал вывод, что крупные звёзды могут быть видны на высотах не менее 20—25 км, но и эти высоты недостаточны. Проведённые позже измерения и расчёты показали, что истинная яркость дневного стратосферного неба соответствует довольно светлым ранним сумеркам и полному солнечному затмению, видимость первых звёзд невооружённым глазом сдвигается ближе к мезосфере. Тем не менее до сих пор в развлекательной литературе и в научных источниках имеются утверждения о полноценном ночном небе днём на высотах 20—30 км с возможностью ориентироваться там по звёздам. Воспоминания Героя Советского Союза, полковника Е. Н. Андреева, совершившего вместе с с П. И. Долговым прыжок из стратосферы с высоты 25 458 м: «Перевернулся на спину, чтобы теплоотдача была меньше, и — вперёд! Поразило небо густого чернильного цвета и звезды — близко-близко. Покосился через плечо вниз, а там голубизна, ярко-оранжевое солнце... Красотища!».

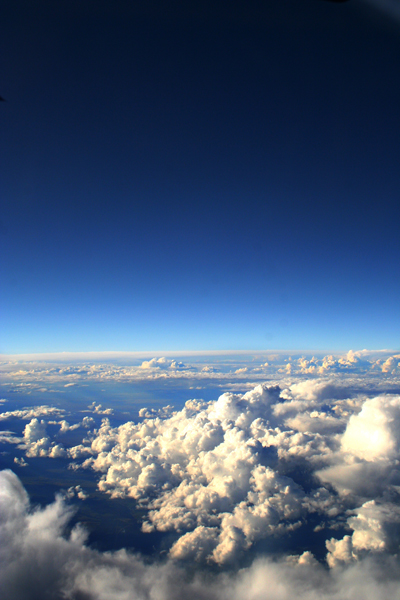
«Космическое небо» с борта самолёта

Наблюдаемая и фотографируемая темнота зенита в стратосфере обусловлена резким контрастом его с Солнцем, небом у горизонта и освещёнными поверхностями шара с кабиной, а также пониженной чувствительностью человеческих глаз к синему и фиолетовому свету в дневных условиях. Сложности полёта и кислородное голодание могут ещё понизить восприимчивость глаз к свету. В сумерках же чувствительность к синему свету увеличивается (эффект Пуркинье) и у человека есть много времени привыкнуть к снижению освещённости и увидеть цвет неба.
Подобный эффект тёмного неба и кажущейся близости космоса можно наблюдать и сфотографировать на самолёте, в горах, а иногда и на уровне моря при высокой прозрачности воздуха, когда синий цвет неба «забивается» очень ярким отражённым свечением облаков, заснеженных горных склонов и застеклённых зданий.

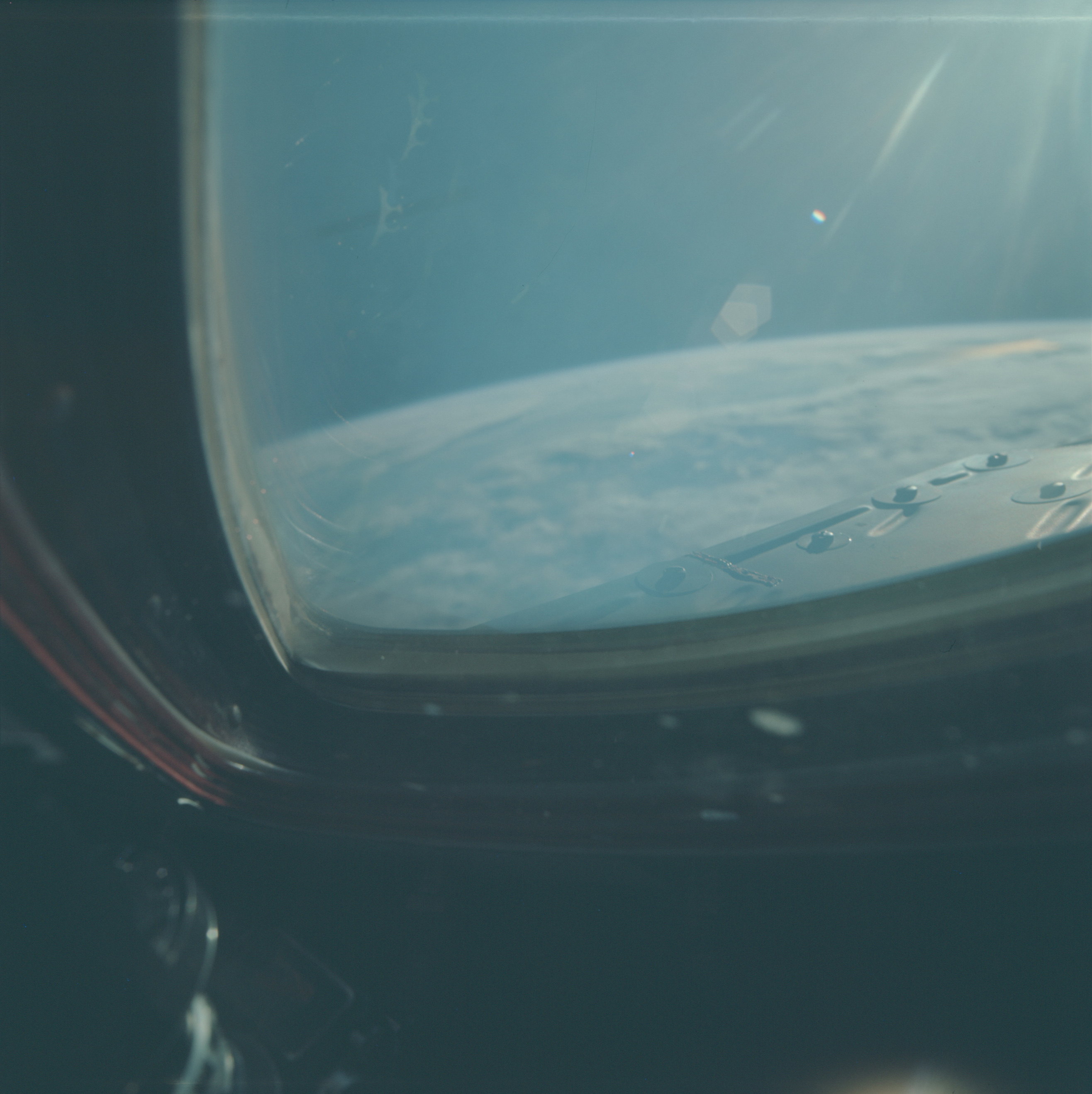
«Голубое небо» с борта космического корабля — засветка солнцем мутных стёкол иллюминатора и объектива фотоаппарата

В начале 1950-х годов существовало обратное преувеличение яркости высотного неба из-за несовершенных ракет с измерительными приборами и отсутствия возможности опровергнуть это прямыми наблюдениями. Тогда считалось, что после 35—40 км яркость неба перестаёт снижаться и до 135 км составляет 1—3% от наземной или примерно в 10 тысяч раз больше ночного фона, что объяснялось мощным дневным люминесцентным свечением верхних слоёв атмосферы. В дальнейшем это не подтвердилось.
В следующей таблице приведены убывающие с высотой средние значения яркости безоблачного неба в зените при положении Солнца 30—35 градусов над горизонтом. Показано сравнение вида неба с сумерками, которое имеет место в научной литературе. В сумерки Солнце погружается на определённый угол за горизонт, небо как при взлёте темнеет и постепенно появляются всё менее яркие звёзды. Однако надо заметить, что даже в хороших условиях наблюдения в сумерки люди чётко видят звёзды с отставанием на 1,5 звёздные величины от указанной пороговой. А в условиях заатмосферного полёта, когда  сильный солнечный свет и освещённая поверхность вызывают сокращение зрачков и не дают глазам переключиться на ночное зрение, дневная видимость звёзд даже на космических высотах и на Луне очень ограничена.
В дополнение указаны некоторые явления, которые своей яркостью могут помешать наблюдать звёзды не только в стратосфере, но и в мезосфере, и за линией Кармана.
| Яркость безоблачного неба в зените на различных высотах при положении Солнца 30—35° над горизонтом |                                                |                                   | |
| Высота                                                                                             | Наземные сумерки и пороговая звёздная величина | Видимая яркость                   | Примечания, факты и субъективные впечатления |
| 150 км                                                                                             |                                                | от 0,000003 кд/м²                 | 150—160 км — небо становится чёрным: яркость приближается к минимальной различаемой глазом яркости 1⋅10-6 кд/м².                                                                 |
| 140 км                                                                                             | ПОЛЯРНЫЕ СИЯНИЯ                                |                                   | Полярные сияния на высоте 90—400 км имеют яркость до 1 кд/м² |
| 130 км                                                                                             |                                                | от 0,000005 кд/м²                 | |
| 120 км                                                                                             |                                                | от 0,00001 кд/м²                  | Свыше 100 км дневная видимость звёзд равнозначна ночной. |
| 110 км                                                                                             |                                                | от 0,00003 кд/м²                  | Фоновая яркость Млечного Пути около 0,0004 кд/м² |
| 100 км                                                                                             | Airglow –15° 5,6 зв. вел.                      | 0,00044 кд/м² при высоте ☉ 35°    | Тёмно-буро-фиолетовый цвет, яркость приближается к ночной 0,01—0,0001 кд/м² Максимум собственного свечения атмосферы.                                                            |
| 90 км                                                                                              | –11° 5,0 зв. вел.                              | 0,0025 кд/м² ☉ 35°                | Небо как в лунную ночь, когда у него яркость около 0,005 кд/м² |
| 80 км                                                                                              | NLC –9° 4,5 зв. вел.                           | 0,015 кд/м² ☉ 35°                 | Летом могут быть серебристые облака с яркостью до 1—3 кд/м² |
| 70 км                                                                                              | –7° 3,8 зв. вел.                               | 0,086 кд/м² ☉ 35°                 | Видны два десятка звёзд до 2-й звёздной величины |
| 60 км                                                                                              | –6° 3,2 зв. вел.                               | 0,323 кд/м² ☉ 35°                 | Небо в зените соответствует окончанию гражданских сумерек. |
| 50 км                                                                                              | –5° 2,6 зв. вел.                               | 1,4 кд/м² ☉ 35°                   | Видны планеты и звёзды до 1-й звёздной величины |
| 40 км                                                                                              | –4° 1,9 зв. вел.                               | 4,74 кд/м² ☉ 35°                  | Небо как в начале синего часа. Яркость снега в полнолуние 5 кд/м² |
| 30 км                                                                                              | –3° 1,1 зв. вел.                               | 18,3; 20 кд/м² или 1/120 наземной | Пурпурно-чёрный цвет. В северном полушарии невооружённым глазом ни одной звезды не видно, иногда могут быть видны самые яркие планеты (Венера, Марс, Юпитер, очень редко Сатурн) |
| 25 км                                                                                              |                                                | 40 кд/м² ☉ 30°                    | Максимальная высота перламутровых облаков 25—27 км. |
| 22 км                                                                                              |                                                |                                   | Цвет тёмно-синего сукна при свете кварцевой и обычной ламп |
| 21 км                                                                                              | Перламутровые облака                           |                                   | Чёрно-фиолетово-серый, чёрно-серый цвет. Звёзд не видно |
| 20 км                                                                                              |                                                |                                   | Тёмносине-фиолетовый, чёрно-фиолетово-серый цвет |
| 19 км                                                                                              |                                                | 74,3 кд/м² ☉ 30°                  | Тёмнофиолетовый тёмный, чёрно-фиолетово-серый цвет |
| 18 км                                                                                              | –2°–0,3зв.вел.                                 | 100 кд/м²☉30°                     | Покрытый чернилами чёрный бархат; небо как в солнечное затмение |
| 17 км                                                                                              |                                                |                                   | Тёмно-фиолетовый; тёмно-тёмно-фиолетовый цвет |
| 16 км                                                                                              |                                                |                                   | Тёмнолиловый, тёмно-тёмно-фиолетовый, аспидно-серый цвет |
| 15 км                                                                                              |                                                |                                   | Тёмно-синий, фиолетовый, почти чёрный; чёрносиний цвет |
| 14 км                                                                                              |                                                |                                   | Тёмно-синий; чёрносиний цвет |
| 13 км                                                                                              |                                                |                                   | Тёмнофиолетовый цвет |
| 12 км                                                                                              | –1°                                            | 280 кд/м² (11,6 км)               | Тёмно-синий цвет |
| 11 км                                                                                              |                                                |                                   | Тёмно-синий цвет |
| 10 км                                                                                              | Перистые облака                                | 392 кд/м² (10,4 км)               | Выше 10—15 км небо становится тёмнофиолетовым |
| 9 км                                                                                               |                                                |                                   | Тёмно-синий цвет |
| 8 км                                                                                               | 0°                                             | 441 кд/м² (8,4 км)                | Тёмно-синий цвет. Может быть видна Венера |
| 7 км                                                                                               |                                                |                                   | Яркость падает почти экспоненциально в 2 раза на 4—5 км |
| 6 км                                                                                               |                                                | 770 кд/м² (5,5 км)                | После 5 км в воздухе мало водяных паров. |
| 5 км                                                                                               |                                                |                                   | Сине-голубое небо. |
| 4 км                                                                                               |                                                |                                   | Сине-голубое небо |
| 3 км                                                                                               | +5°                                            | св. 1000 кд/м²                    | Интенсивность свечения неба примерно в 2 раза меньше наземной |
| 2 км                                                                                               | Кучевые облака                                 |                                   | |
| 1 км                                                                                               | ☾                                              |                                   | Яркость Луны при взгляде с поверхности 2500 кд/м² |
| 0 км                                                                                               | +30°                                           | 2270 кд/м²                        | Яркость зенита при средней прозрачности и высоте Солнца 30°. |
| Высота                                                                                             | Наземные сумерки                               | Яркость                           | Примечание |
| Примечания 1.                                                                                      |                                                |                                   | |

## Фотогалерея

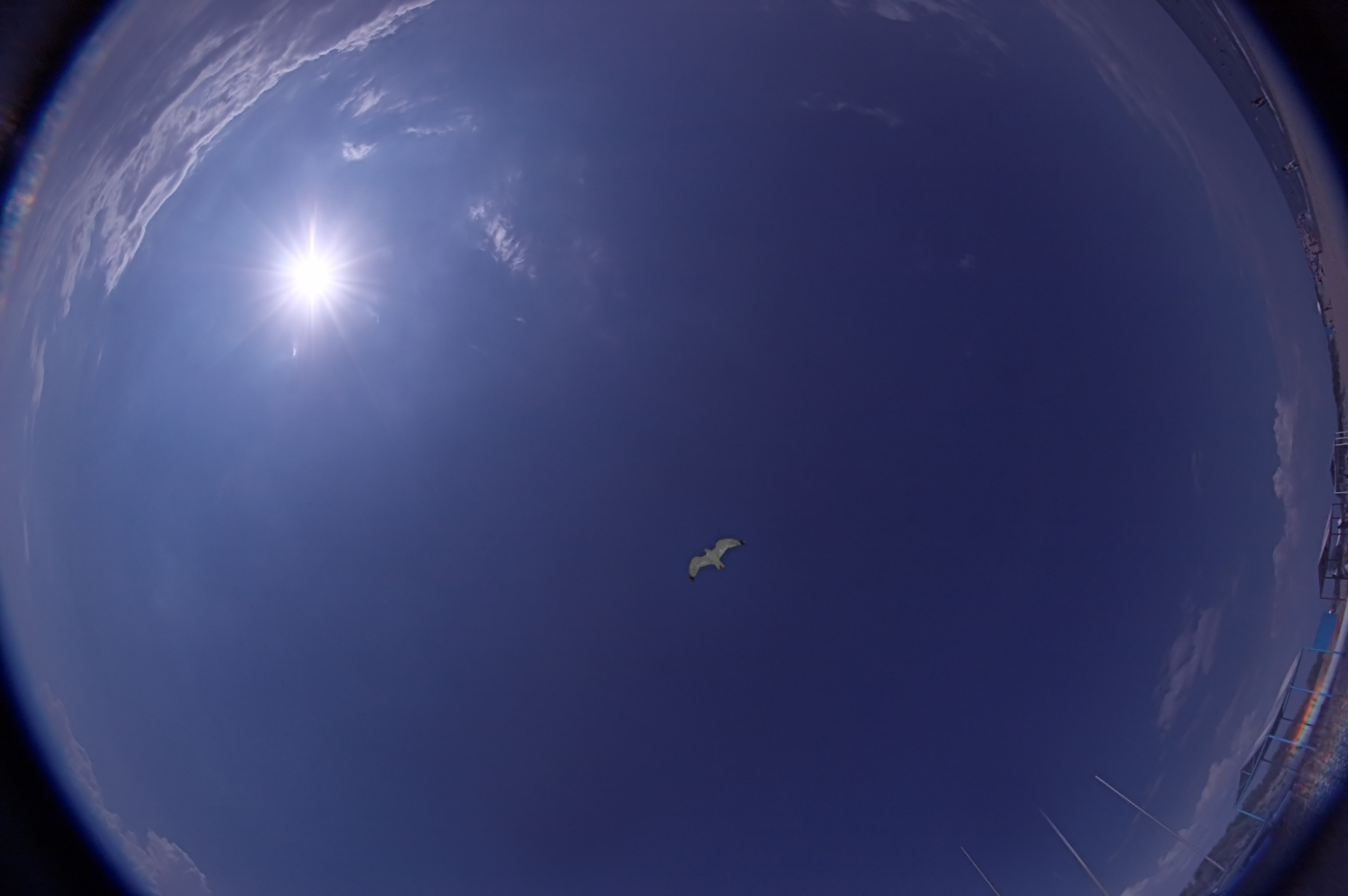
Весь небосвод
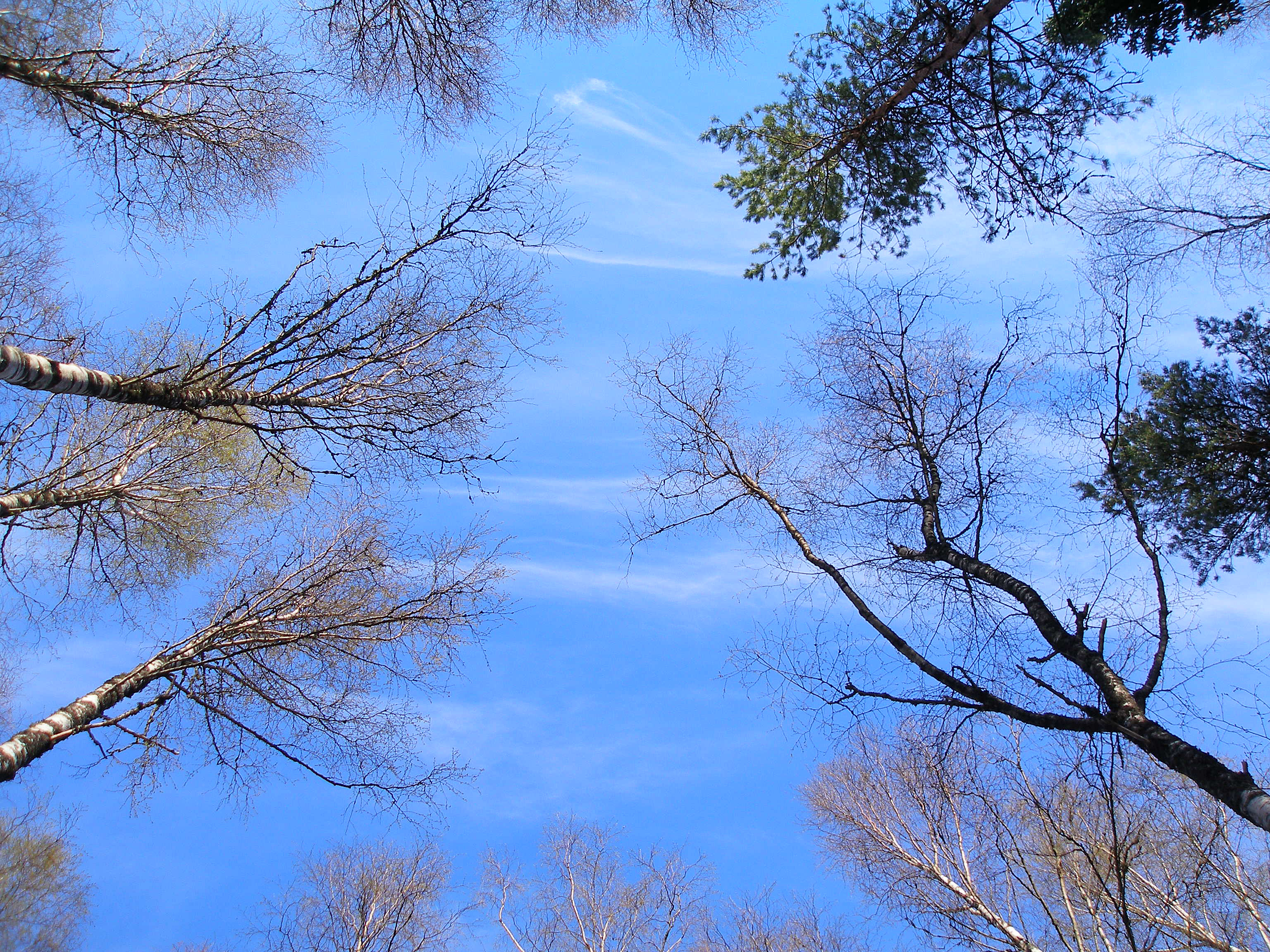
Небо с лёгкой облачностью
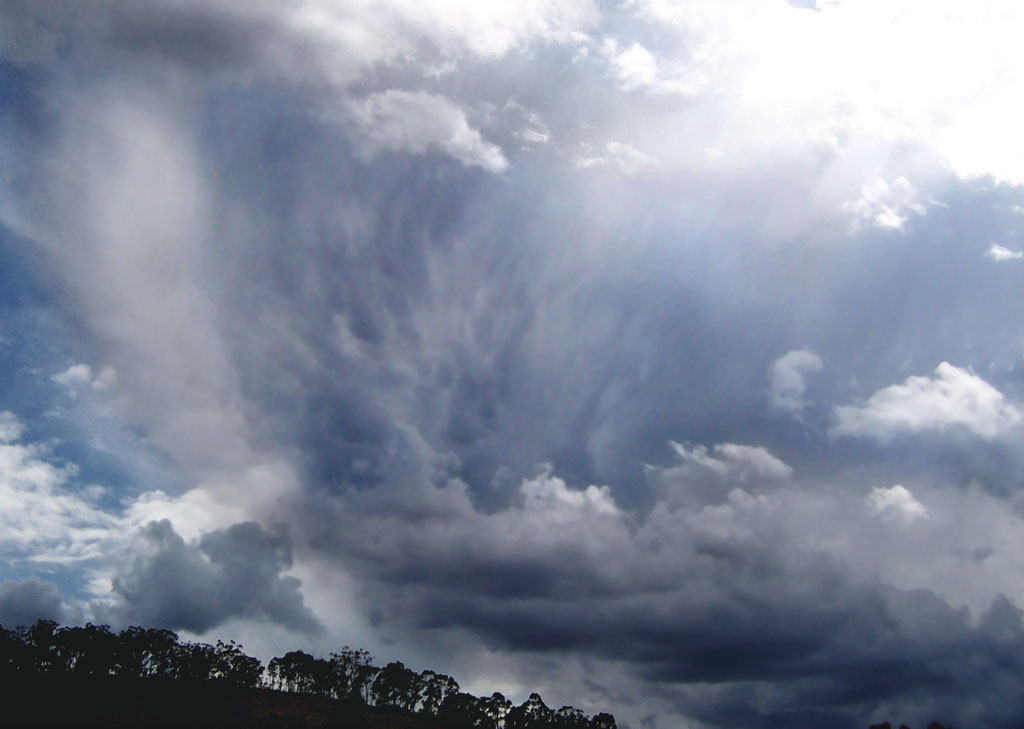
Небо с грозовыми облаками
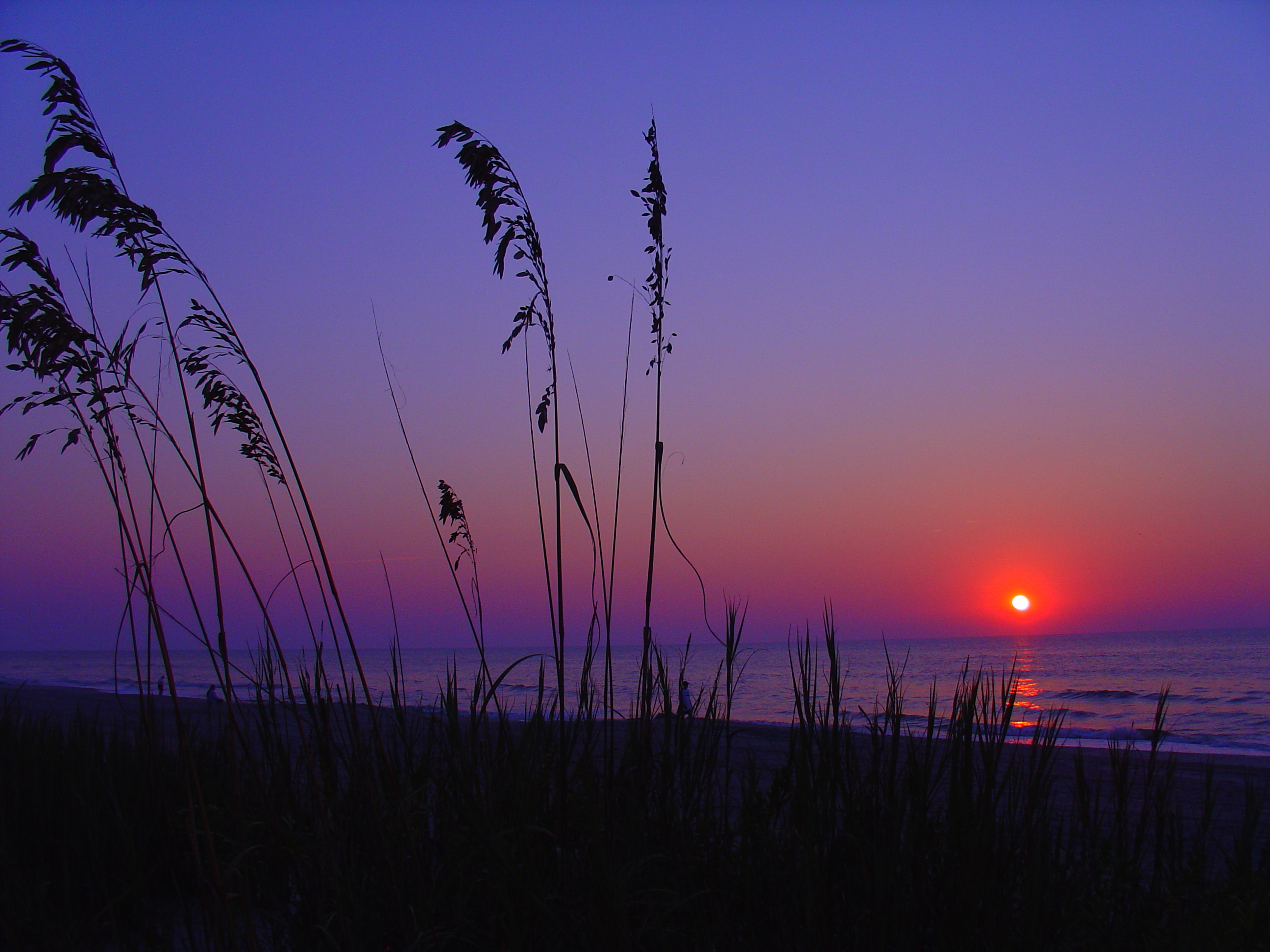
Во время восхода Солнца
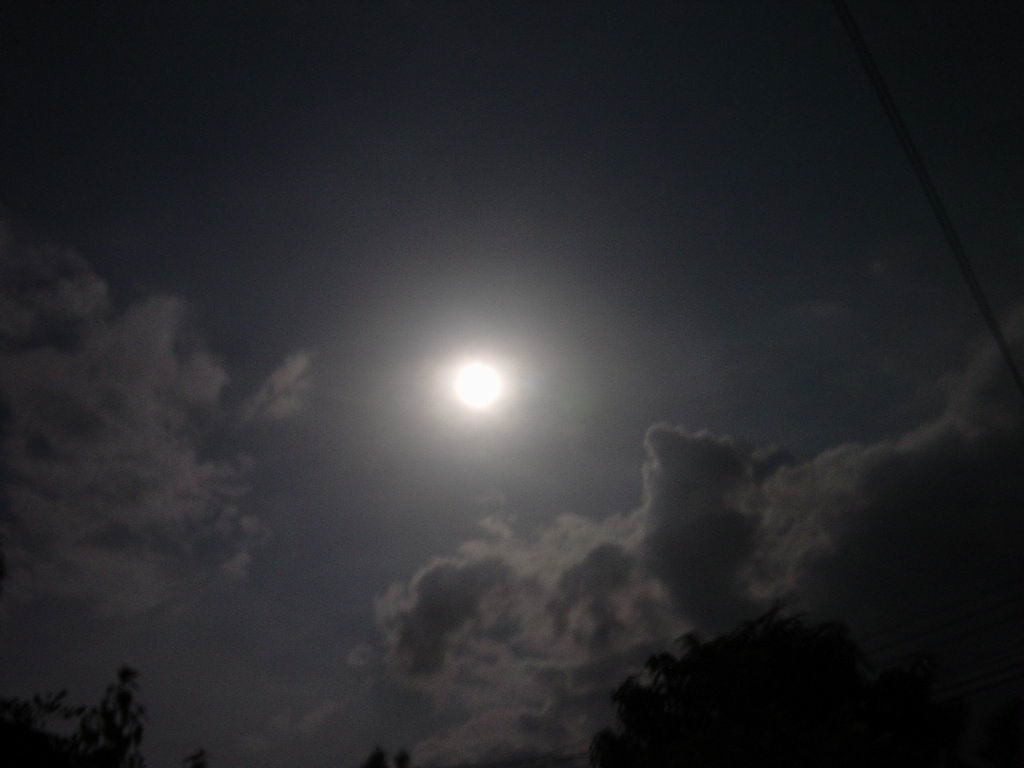
Ночное небо с Луной и облаками
Белая ночь. 00:48. Северодвинск
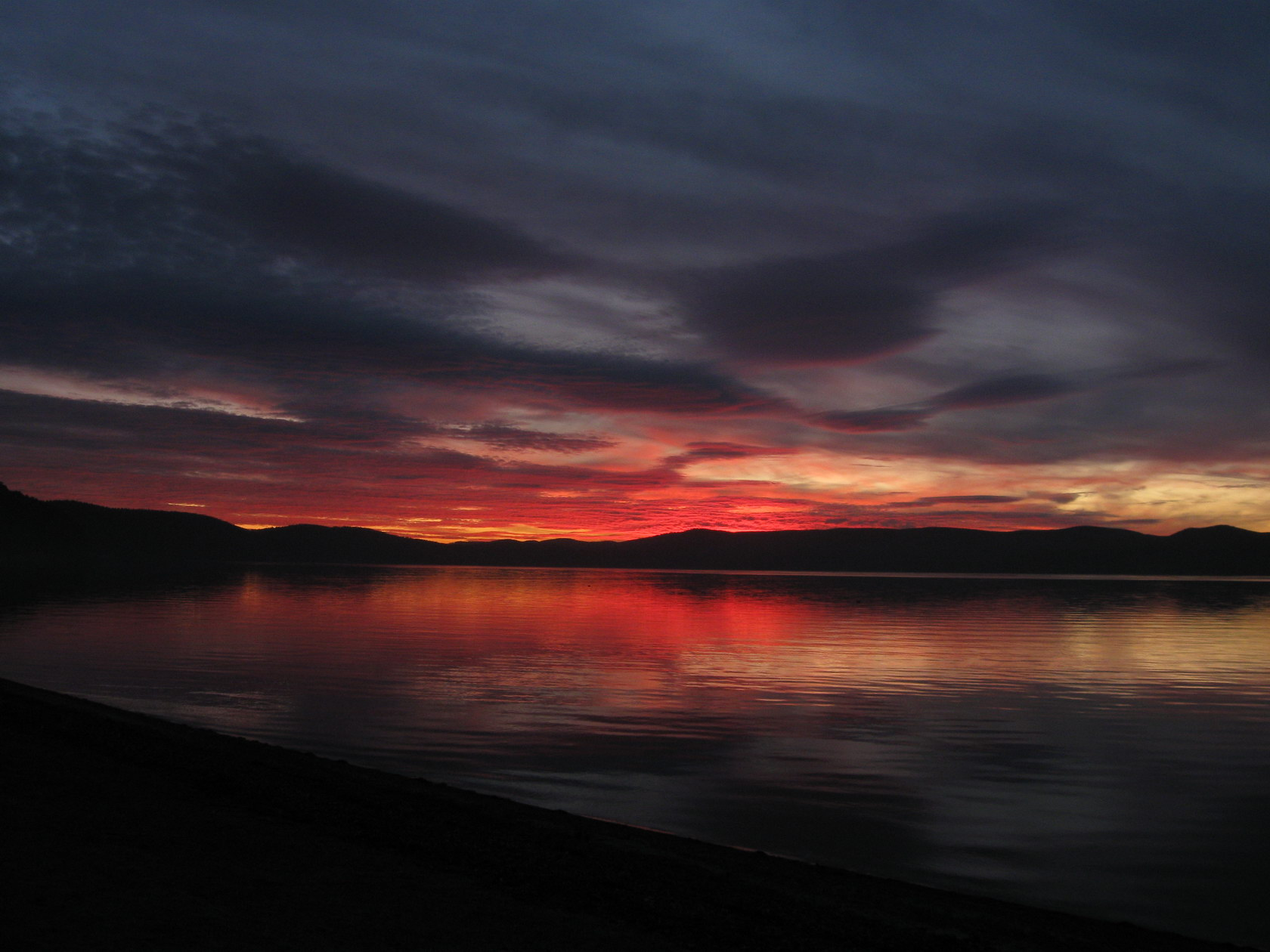
Красный закат на озере Тургояк
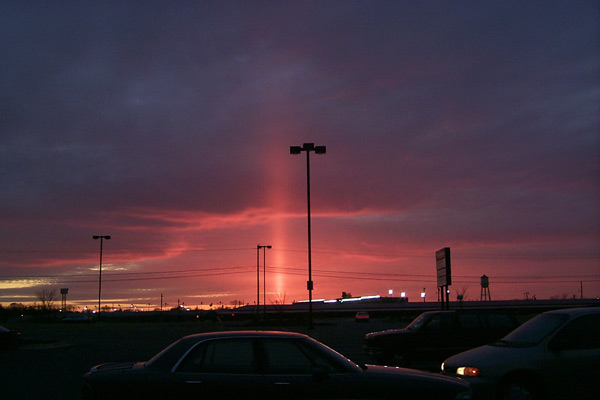
Солнечный столб в Западной Виргинии
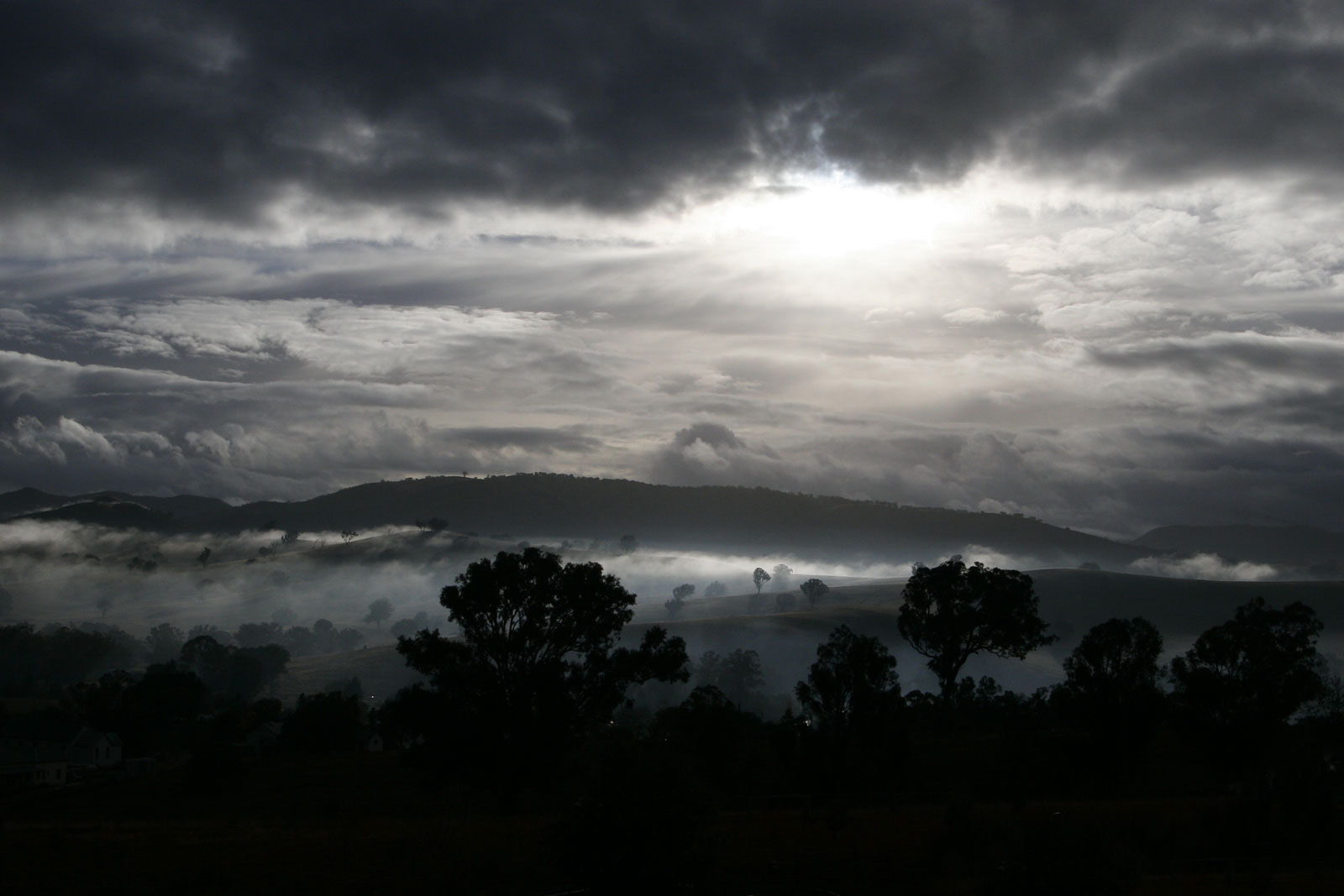
Небо туманным утром
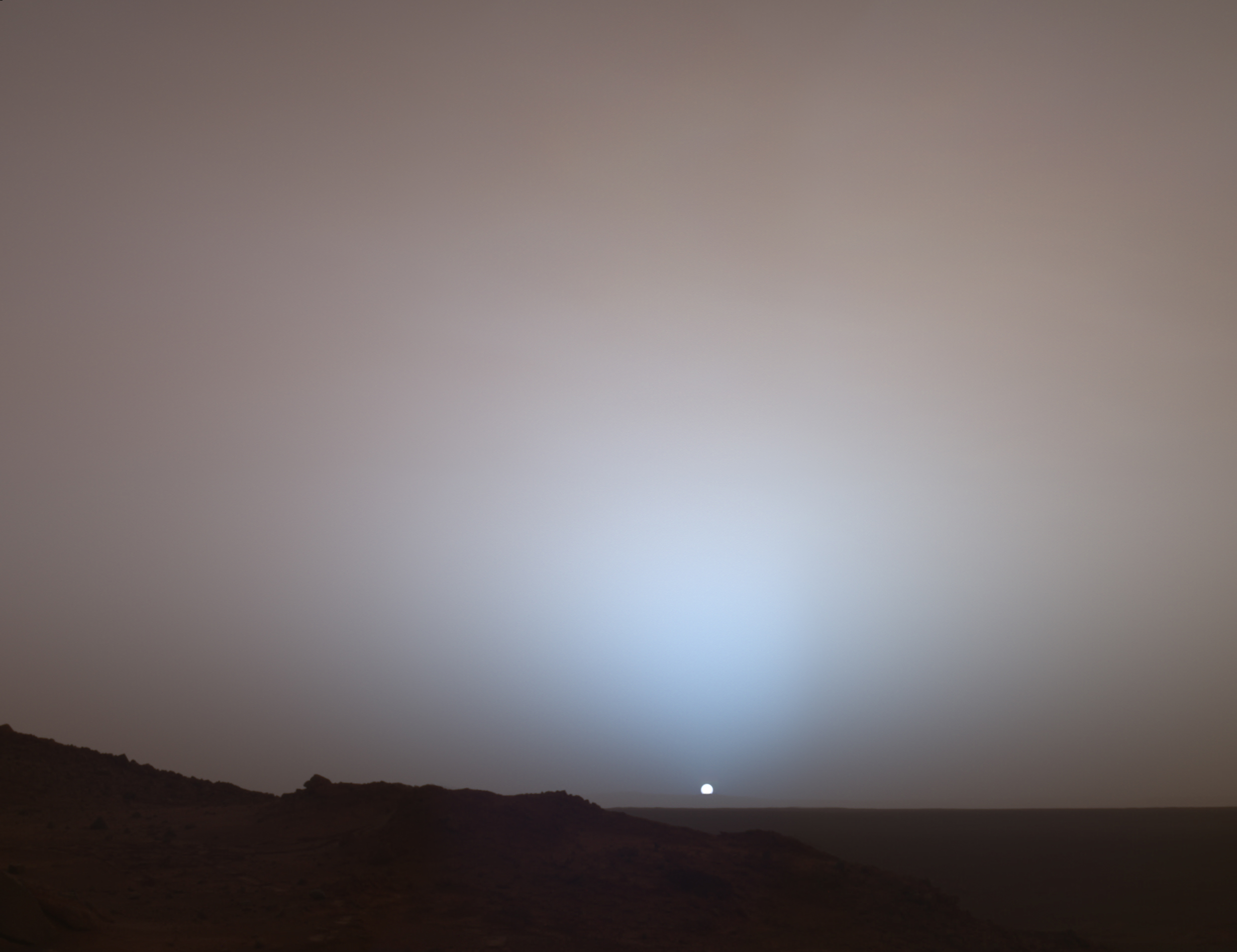
Марсианское небо на закате